# Chrioloba dentifascia
Chrioloba dentifascia là một loài bướm đêm trong họ Geometridae.